# Masacres de 2022 en el Estado de Plateau
El 10 de abril de 2022, una banda de bandidos mató a más de 150 personas en una serie de ataques en el Estado de Plateau, Nigeria. Los ataques están relacionados con el actual conflicto de bandidos en Nigeria. En los ataques también fueron secuestradas unas 70 personas. 

## Fondo
Nigeria se ve gravemente afectada por varios conflictos de baja intensidad. Estos incluyen la insurgencia de Boko Haram, que comenzó en 2009, y el conflicto de bandidos nigerianos, que comenzó en 2011. 
A principios de la década de 2020, los ataques de bandidos aumentaron. La semana anterior al ataque, unos bandidos llevaron a cabo un importante ataque contra una base militar en el Estado de Kaduna, matando a 15 soldados.  Un ataque a un festival de la cosecha esa semana mató a 17 personas.  Unas semanas antes, un ataque a un tren que se dirigía a Kaduna mató a más de 60 pasajeros. 
El día del ataque, los bandidos mataron a 15 personas en un incidente no relacionado. La masacre ocurrió en una aldea de Chikun, estado de Kaduna. El líder de la comunidad local, Isiaku Madaki, que había asumido el cargo menos de un día antes, se encontraba entre los muertos. 

## Ataque
En la tarde del 10 de abril de 2022, una banda de bandidos, al parecer pastores fulani,  atacaron nueve aldeas en el estado de Plateau.  Todas las aldeas estaban en las áreas de gobierno local de Kanam y Wase.  Hombres armados mataron al menos a 50 personas y secuestraron a unas 70 más.  También incendiaron y saquearon casas durante el alboroto. 
Las víctimas que murieron en los ataques fueron enterradas en fosas comunes en Kanam. 
Mientras el presidente nigeriano, Muhammadu Buhari, prometió que no habrá "piedad" para los autores de estos ataques, los líderes de las comunidades locales pidieron su dimisión por no mantener el orden y la seguridad. 

## Danmificados
Los informes iniciales y las autoridades dijeron que al menos 50 habían muerto. Los testigos dijeron a Associated Press que el número de muertos fue de más de 100, y otros estimaron que al menos 130.  El 11 de abril, Voice of America declaró que al menos 70 habían sido asesinados.  Vanguard informó que al menos 78 personas habían sido asesinadas en Kanam y otras 15 en Chikun durante los ataques. 